# Movistar Team/2020
Deze pagina geeft een overzicht van de Movistar Team-wielerploeg in 2020.

## Algemeen
Algemeen Manager: Eusebio Unzué
Technisch directeur: Alfonso Galilea
Ploegleiders: José Luis Arrieta, José Vicente García Acosta, José Luis Jaimerena, Pablo Lastras, Maximilian Sciandri, Patxi Vila
Fietsen: Canyon
Onderdelen: Campagnolo
Banden: Continental

## Renners
| Naam               | Geboortedatum | Nationaliteit       | Ploeg 2019                    |
| ------------------ | ------------- | ------------------- | ----------------------------- |
| Juan Diego Alba    | 11-09-1997    | Colombia            | Coldeportes-Zenu              |
| Jorge Arcas        | 08-07-1991    | Spanje              |                               |
| Carlos Betancur*   | 13-10-1989    | Colombia            |                               |
| Héctor Carretero   | 28-05-1995    | Spanje              |                               |
| Dario Cataldo      | 17-03-1985    | Italië              | Astana Pro Team               |
| Gabriel Cullaigh   | 08-04-1996    | Verenigd Koninkrijk | Wiggins Le Col                |
| Iñigo Elosegui     | 06-03-1998    | Spanje              | -                             |
| Imanol Erviti      | 15-18-1983    | Spanje              |                               |
| Juri Hollmann      | 30-08-1999    | Duitsland           | Heizomat Rad-Net              |
| Johan Jacobs       | 01-03-1997    | Zwitserland         | -                             |
| Matteo Jorgenson   | 01-07-1999    | Verenigde Staten    | -                             |
| Lluís Mas          | 15-10-1989    | Spanje              |                               |
| Enric Mas          | 07-01-1995    | Spanje              | Deceuninck–Quick-Step         |
| Sebastián Mora     | 19-02-1988    | Spanje              | Caja Rural-Seguros RGA        |
| Mathias Norsgaard  | 05-05-1997    | Denemarken          | Riwal-Readynez Cycling Team   |
| Nélson Oliveira    | 06-03-1989    | Portugal            |                               |
| Antonio Pedrero    | 23-10-1991    | Spanje              |                               |
| Eduard Prades      | 09-08-1987    | Spanje              |                               |
| Jürgen Roelandts   | 02-07-1985    | België              |                               |
| José Joaquín Rojas | 08-08-1985    | Spanje              |                               |
| Einer Rubio        | 22-02-1998    | Colombia            | -                             |
| Sergio Samitier    | 31-08-1995    | Spanje              | Euskadi Basque Country-Murias |
| Eduardo Sepúlveda  | 13-01-1991    | Argentinië          |                               |
| Marc Soler         | 22-11-1993    | Spanje              |                               |
| Albert Torres      | 26-04-1990    | Spanje              | -                             |
| Alejandro Valverde | 25-04-1980    | Spanje              |                               |
| Carlos Verona      | 04-11-1992    | Spanje              |                               |
| Davide Villella    | 27-06-1991    | Italië              | Astana Pro Team               |

* tot en met 31 augustus

### Vertrokken
| Naam            | Geboortedatum | Nationaliteit | Ploeg 2020         |
| --------------- | ------------- | ------------- | ------------------ |
| Andrey Amador   | 29-08-1986    | Costa Rica    | Team INEOS         |
| Winner Anacona  | 11-08-1988    | Colombia      | Arkéa Samsic       |
| Carlos Barbero  | 29-04-1991    | Spanje        | NTT Pro Cycling    |
| Daniele Bennati | 24-09-1980    | Italië        | gestopt            |
| Richard Carapaz | 29-05-1993    | Ecuador       | Team INEOS         |
| Jaime Castrillo | 13-03-1996    | Spanje        | Equipo Kern Pharma |
| Rubén Fernández | 01-03-1991    | Spanje        | Fundación Orbea    |
| Mikel Landa     | 03-12-1989    | Spanje        | Bahrain McLaren    |
| Nairo Quintana  | 04-02-1990    | Colombia      | Arkéa Samsic       |
| Jaime Rosón     | 13-01-1993    | Spanje        | onbekend           |
| Jasha Sütterlin | 04-11-1992    | Duitsland     | Team Sunweb        |
| Rafael Valls    | 25-06-1987    | Spanje        | Bahrain McLaren    |

## Overwinningen
| Challenge Mallorca Trofeo Pollença-Andratx: Marc Soler Ronde van San Juan Ploegenklassement: *1) Tirreno-Adriatico Bergklassement: Héctor Carretero Ronde van Spanje 2e etappe: Marc Soler Jongerenklassement: Enric Mas Ploegenklassement: *2) |

*1) Ploeg Ronde van San Juan: Betancur, Elosegui, Jacobs, Mora, Oliveira, Sepúlveda
*2) Ploeg Ronde van Spanje: Arcas, Erviti, Mas, Oliveira, Rojas, Soler, Valverde, Verona
Mannen: 2003 · 2004 · 2005 · 2006 · 2007 · 2008 · 2009 · 2010 · 2011 · 2012 · 2013 · 2014 · 2015 · 2016 · 2017 · 2018 · 2019 · 2020 · 2021 · 2022 · 2023 · 2024 · 2025
Vrouwen: 2018 · 2019 · 2020 · 2021 · 2022 · 2023 · 2024
AG2R-La Mondiale · Astana Pro Team · Bahrain McLaren · BORA-hansgrohe · CCC Team ·  Cofidis, Solutions Crédits · Deceuninck–Quick-Step · EF Education First · Groupama-FDJ · Israel Start-Up Nation · Lotto Soudal · Mitchelton-Scott · Movistar Team ·  NTT Pro Cycling · Team INEOS · Team Jumbo-Visma · Team Sunweb · Trek-Segafredo · UAE Team Emirates